# Matthías Hallgrímsson
Matthías Hallgrímsson (født 12. december 1946) er en islandsk tidligere fodboldspiller (angriber). Han spillede 45 kampe og scorede 11 mål for Islands landshold i perioden 1968-1978. På klubplan repræsenterede han primært ÍA.